# 米糖相克
米糖相克（べいとうそうこく）とは、日本統治時代の台湾で1930年代に顕著となった問題である。米価上昇や米作地生産力向上により単位面積当たりの米作収入が増加すると、製糖業の原料（さとうきび）買収コストが上昇してしまい、利潤の低下を招くという問題である。すなわち、製糖業の利潤は米価を抑制して米作部門の生産力の停滞を保持することに基礎を置くといえるため、製糖業の利潤と米作部門の発展とは相抵触するという構造的な問題である。

## 日本統治以前の台湾の農業の状況
日本統治が始まる前の台湾では南部（濁水渓以南）の畑作地帯では甘蔗を、北部では米を主要作物としており、水田と甘蔗耕作地は完全にすみ分けられていた。また台湾で栽培されていた在来米は自給用にすぎず、品質の面からも劣っており、日本国内への移出はないため、甘蔗作農家が米作へ転換するということは考えられず、米価は低いままに抑えられたままだった。

## 米糖相克の背景

### 問題の背景<1>総督府の糖業奨励
1895年（明治28年）日本による台湾統治が始まると台湾総督府が糖業を増進すべく甘蔗の耕作を奨励した。とりわけ第4代総督児玉源太郎（1898年着任）及び民政長官後藤新平による児玉・後藤政治においては、台湾植民政策の中心を産業振興に置き、そのまた中心を糖業奨励に置いた。そのため、甘蔗の耕作地が次第に北へと発展するようになった。従来すみ分けられていた米作と甘蔗作との間で空間的な競合の可能性が生じてくるようになった。加えて、1901年（明治44年）新渡戸稲造の建議した「糖業改良意見書」に基づき、台湾糖業奨励規則により各種糖業奨励政策を展開すると同時に、製糖場取締規則に基づき日本から進出した台湾製糖、大日本製糖、明治製糖、帝国製糖、塩水港製糖などの巨大製糖企業のために原料採取区域設定して、原料供給を保証した。ただし、こうして設定された原料採取区域も、農民に甘蔗の栽培を義務付けるというものでなく、何を栽培するかは農民の自由にまかされていた。ただ甘蔗を栽培した場合にのみ必ず所定の製糖場にそれを売却することを義務付けていたに過ぎない。原料確保のためには不徹底なものであり、甘蔗に代わる有力な競争作物（たとえば米等）が出現した場合には、製糖業の原料確保に困難をきたすことは容易に想定できたものであった。にもかかわらずこのような形でしか耕作農民を規制しえないことは、日本の台湾統治の限界を示すものであった。

### 問題の背景<2>台湾米の経済作物化
他方、1920年代になると日本国内で人口が増加し、食料供給が緊迫化した。そこへ台中試験場において磯永吉等が蓬萊米の栽培に成功した。これにより、台湾米が対日移出向け品質の面からも日本種に劣らないものになったので、これまで自給用にすぎなかった米が、日本に移出することができるものになった。この蓬莱米は順調に日本市場に浸透したので、台湾では米が甘蔗と並ぶ経済作物となった。蓬莱米は収量及び価格面でも既存台湾品種に比べて格段に優れており、ひとたび米が経済作物となると、台湾の気候からすれば、米と甘蔗の転換は容易であった。

## 問題の先鋭化と拡大
台湾の製糖業者とりわけ台湾中部における製糖工場にとっては、水田稲作地への転換による甘蔗耕作地の減少ならびに水田稲作への対抗上甘蔗買収価格を上げざるを得ず、原料の安定的かつ低コストでの確保に困難をきたすことになった。台湾中部における原料甘蔗の価格は陸稲地方である台湾南部より高くなり、台湾中部製糖工場にとっては特別の腐心を要した。台湾の米と甘蔗の耕作地争いは1930年代に先鋭化した。さらには台湾で産出される蓬莱米が日本本土の稲作まで圧迫するようになるまでになった。

## 米糖相克の解決法
台湾島内の製糖業者は甘蔗の買い付け価格について「米価比準法」を実施するようになった。米価比準法とは甘蔗の買い付け価格を米価と連動させ、米価が上がれば甘蔗の値を上げ、農民が米作に転ずる意図を抑えようとするものである。
日本政府は、日本国内の稲作農家を保護するため、台湾の米の生産を抑制し始めた。また稲作からの転作を奨励したので、それまで続いてきた甘蔗と米とを重点とする単一作物生産体制が改まり、台湾の農業経営は次第に多角化へ向かうようになった。